# Ichinomiya (Chiba)

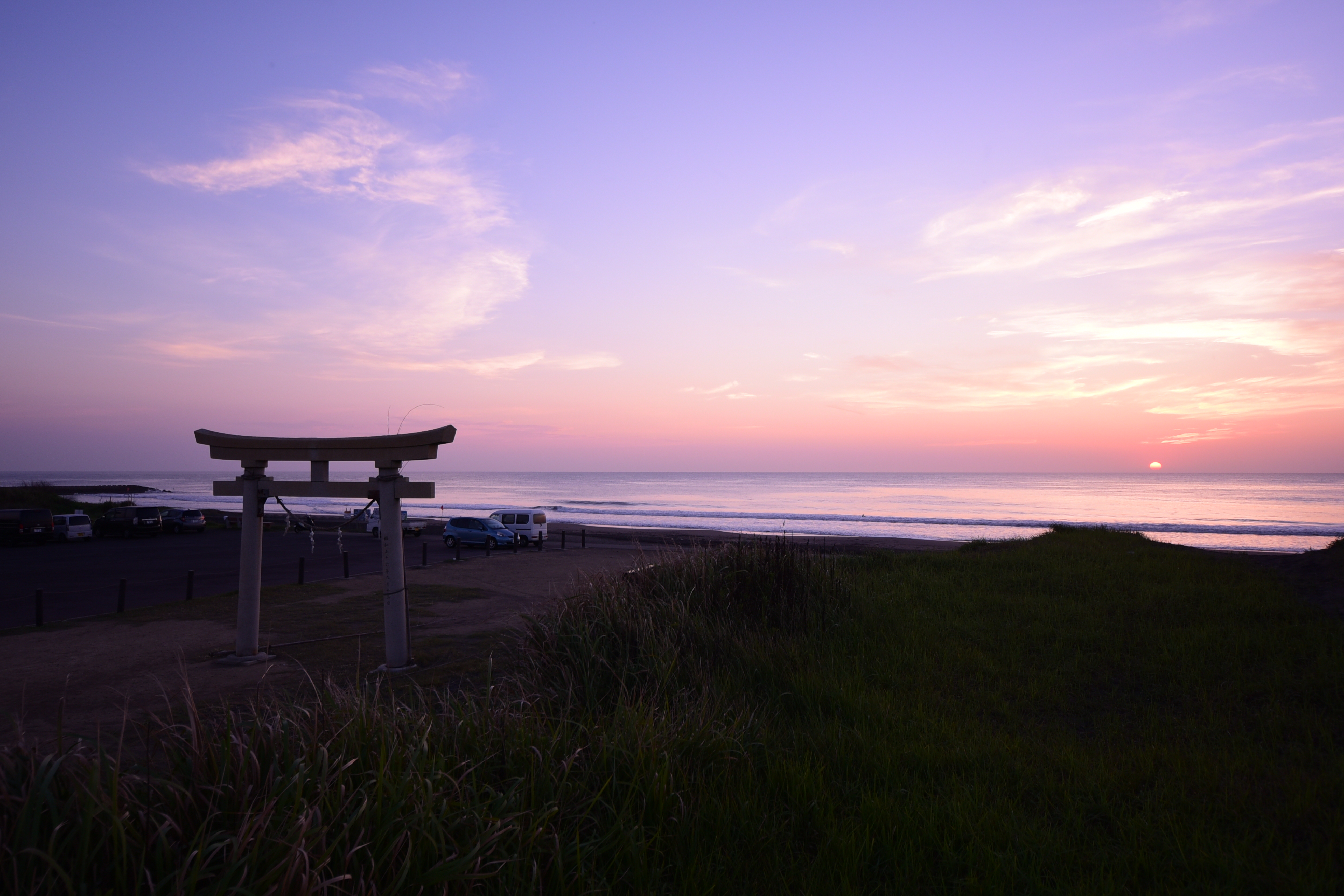
Playa de surf Tsurigasaki

Ichinomiya (一宮町 Ichinomiya-machi?) es un pueblo localizado en la prefectura de Chiba, Japón. En octubre de 2018 tenía una población de 11.866 habitantes y una densidad de población de 517 personas por km². Su área total es de 22,97 km².

## Geografía

### Municipios circundantes
- Prefectura de Chiba
  - Isumi
  - Chōsei
  - Mutsuzawa

## Demografía
Según datos del censo japonés, la población de Ichinomiya se ha mantenido estable en los últimos años.
| Año del censo | Población |
| ------------- | --------- |
| 1995          | 11.302    |
| 2000          | 11.648    |
| 2005          | 11.656    |
| 2010          | 12.034    |
| 2015          | 11.767    |